# Нарин (Хоринський район)
Нарин (рос. Нарын) — селище Хоринського району, Бурятії Росії. Входить до складу Сільського поселення Кульське.
Населення — 171 особа (2015 рік).